# Álex Mumbrú
Álex Mumbrú Murcia (Barcelona, 12. lipnja 1979.) španjolski je profesionalni košarkaš. Igra na poziciji niskog krila, a trenutačno je član španjolske momčadi Iurbentia Bilbaoa. 

## Španjolska reprezentacija
Sa španjolskom reprezentacijom osvojio je brončanu medalju na Mediteranskim igrama u Almeriji 2005., zlatnu medalju na Svjetskom prvenstvu u Japanu 2006., srebro na Europskom prvenstvu u Španjolskoj 2007., srebro na Olimpijskim igrama u Pekingu 2008. te zlatnu medalju na Europskom prvenstvu u Poljskoj 2009. godine.

## Vanjske poveznice
- Profil na Euroleague.net
- Profil  Arhivirana inačica izvorne stranice od 12. ožujka 2021. (Wayback Machine) na Basketpedya.com